# Německá vlajka

Německá vlajka
Poměr stran: 3:5

Německá státní vlajka
Poměr stran: 3:5

Německá námořní válečná vlajka
Poměr stran: 3:5

Vlajka Německa je tvořena listem o poměru stran 3:5 se třemi vodorovnými pruhy, černým, červeným a žlutým. (Německý základní zákon uvádí z historických důvodů černou, červenou a zlatou.) Nepřetržitě je vlajkou Spolkové republiky Německo od roku 1949.
Státní (služební) vlajka navíc nese štít s upraveným státním znakem, její soukromé užití ani užití obcemi či spolkovými zeměmi není přípustné. Vedle národní vlajky je neoficiálně tolerováno i užití vlajky se státním znakem.

Vlajka německého prezidenta Poměr stran: 1:1
Neoficiální německá vlajka se státním znakem Poměr stran: 3:5

## Historie
Černo-červeno-žlutá trikolóra, kterou v roce 1813 užíval dobrovolnický sbor Ludwiga Adolfa Wilhelma von Lützow, se stala symbolem německého boje proti Napoleonovi. Její barvy byly odvozeny z barev říšského znaku – černého orla s červenou zbrojí na zlatém poli. 
I po napoleonských válkách byla tato vlajka chápána jako symbol německého liberalismu. V roce 1848 ji frankfurtský sněm vyhlásil za oficiální vlajku německého spolku.
V roce 1871, když se po vyhrané válce proti Francii spojil Severoněmecký spolek s ostatními německými státy do jednotného německého císařství pod vládou pruské dynastie, stala se vlajkou tohoto útvaru černo-bílo-červená trikolóra používaná už od roku 1866 Severoněmeckým spolkem. Černá a bílá byly barvami Pruska, zatímco červená a bílá zastupovaly hanzovní města.
Po vzniku republiky se od 11. srpna 1919 začaly v Německu vztyčovat opět vlajky černo-červeno-žluté. Adolf Hitler se 13. března 1933 vrátil k císařské vlajce, spolu s ní se mohla vztyčovat vlajka NSDAP, ta se stala 15. září 1935 jedinou německou vlajkou. 
V září roku 1949 byla vyhlášena SRN a o měsíc později NDR, oba státy se vrátily k barvám černo-červeno-žluté. V NDR byl však v roce 1959 na vlajku vložen státní znak. Po znovusjednocení Německa v roce 1990 je černo-červeno-žlutá trikolóra opět vlajkou celého Německa.

## Historické vlajky

### Svatá říše římská

14. století (vlajka Říše, zejména německých králů)
začátek 15. století
cca 1430–1806
1437–1493 (vlajka císaře Fridricha III.)
1493–1556 (vlajka Maxmiliána I. a Karla V.)
1519–1556 (vlajka Karla V.)

válečné vlajky:
12.–14. století (Reichssturmfahne)
15. století (Reichssturmfahne)
15. století (Reichsrennfahne)

### Německý a severoněmecký spolek, Německé císařství

1848–1866 (válečné loďstvo Německého spolku)
1867–1871 (Severoněmecký spol.) 1871–1918 (Německé císařství)

### Německo 20. století

1912–1935 (Nacistické Německo)
1935–1945 (Nacistické Německo)
1946–1949 (obchodní vlajka poválečného Německa)
od 1949 (NSR)

## Vlajky německých spolkových zemí
Německo se člení na 16 spolkových zemí. Všechny země užívají vlastní vlajku, Bavorsko má dokonce dvě oficiální vlajky.